# 手島冷志
手島 冷志（てじま れいし、1927年 - ）は、日本の外務官僚、外交官。外務省経済局長、外務審議官（経済担当）などを歴任し、GATT35条援用（GATT協定不適用）問題等に関わった。

## 略歴
1927年、石川県金沢市生まれ。父は手島治雄（元日本陸軍情報将校）で、戦後は出光興産専務を務め日章丸事件に関わった。東京府立一中、一高、陸軍士官学校を経て、東大法学部入学。東大在学中の1950年3月に外交官領事官採用試験に合格し外務省入省。一高では英語・独語クラスに入ったが独語は理解能力を超えると自覚し、アテネ・フランセに通い、陸士では語学の授業は全く無かったが英文法の本を持参し、空襲退避中に自習した。大学も外務省もフランス語で受験し、入省後は「フレンチスクール」とされたが、外務省研修所ではフランス語の授業はなく、在外研修制度もなく仏留学の機会も無かった。その代わりガリオアで、1年間ジョージタウン大学に留学した。同大学「言語及び言語学研究所」に籍を置くこととなり、米国務省を目指す学生が多い同大学で日本語授業を手伝う代わりに好きな学部での聴講を認められ、フランス語とスペイン語の授業を主に聴講した
。
- 1953年に在フランス日本国大使館に勤務。西村熊雄大使付き秘書官
- 在イラン日本国大使館から帰国後の1963年、外務省経済局国際機関課でGATTを担当。
- 1965年、経済局書記官
- 1966年から国際機関第一課長、経済統合課長を務めた。
- 1968年、在ベルギー日本国大使館一等書記官。
- 1970年、経済統合課長、貿易課長、経済局書記官、経済局総務参事官として東京ラウンドやオイルショックに対処した。
- 1974年、OECD公使
- 1976年にはモブツ政権下のザイール大使。兼任ブルンディ・ルワンダ大使。
- 1978年、外務省経済局長。日米貿易摩擦に関わる日米経済交渉や東京ラウンド、東京サミットへの準備、GATT協定に関わる対外課税問題などに取り組んだ。
- 1982年、OECD大使
- 1984年、外務審議官（経済担当）。GATTでは、ケネディラウンドや東京ラウンドを通じて、英仏伊西ら欧州諸国（1960年代半ばにこの4カ国ともGATT35条援用撤回を取り付けたが、仏領西アフリカ諸国などアフリカ諸国が、これらを経済圏としていた旧宗主国の地位をそのまま引き継いで何らの理由なしに同35条を援用していた）が日本とGATT関係に入ることを拒否し同GATT協定不適用になるGATT35条援用問題に対処した[注 2]。その他、ボンサミット、東京サミットに尽力した。その後、在イタリア大使を経て、1990年に退官[1]。